# Anna Schäffer
Pour les articles homonymes, voir Shaffer.
Ne doit pas être confondu avec Anna Shaffer.
Anna Schäffer, née le 18 février 1882 à Mindelstetten en royaume de Bavière où elle est morte le 5 octobre 1925, est une femme allemande, invalide et mystique. Béatifiée en 1999 elle est canonisée par le pape Benoît XVI le 21 octobre 2012. Elle est commémorée le 5 octobre sous le nom de sainte Anna.

## Biographie
Issue d'une famille très modeste, son père, menuisier, meurt à l'âge de 40 ans, laissant les siens dans une grande pauvreté. À quatorze ans, Anna est embauchée comme servante d'abord à Ratisbonne chez une pharmacienne, puis à Landshut chez un conseiller auprès du tribunal d'instance. Très jeune l'idéal de la vie religieuse l'attire,,.
Le 4 février 1901, alors qu'elle était employée à la maison forestière de Stammham, tandis qu'elle faisait la lessive avec sa compagne Wally Kreuzer, le tuyau de poêle qui passe au-dessus de la lessiveuse, se détache du mur ; Anna monte sur un muret en saillie pour le raccrocher. Soudain, elle perd l'équilibre et tombe dans l'eau de lessive bouillante. Elle est brûlée jusqu'aux genoux. On la conduit à l'hôpital où elle subit une première longue et pénible intervention. Les semaines qui suivirent furent particulièrement pénibles : tous les jours il fallait renouveler les pansements, ravivant chaque fois la douleur,,.
Plus de trente interventions chirurgicales suivront. Malgré les soins constants du Docteur Wäldin, aucune greffe de peau ne put réussir et Anna fut alors contrainte à l'immobilité, clouée à son lit, et soignée par sa mère jusqu'à la fin de sa vie. De ce fait, elle dut renoncer à la vie religieuse qu'elle projetait.
« J'ai trois clefs du paradis : la plus grande est de fer brut et pèse lourd : c'est ma souffrance. La seconde est l'aiguille à coudre, et la troisième est le porte-plume ».
Moquée par son frère qui ironiquement l'appelait la sainte, Anna était soutenue par sa mère, dont elle disait : « Ô ma chère mère, quelle grâce de t'avoir sans cesse à mes côtés! Notre cher Sauveur envoie à ses enfants le secours au bon moment, quand nous le lui demandons avec confiance; et c'est souvent lorsqu'une épreuve ou une affliction nous accable le plus qu'Il est le plus proche de nous par son aide et sa bénédiction ».

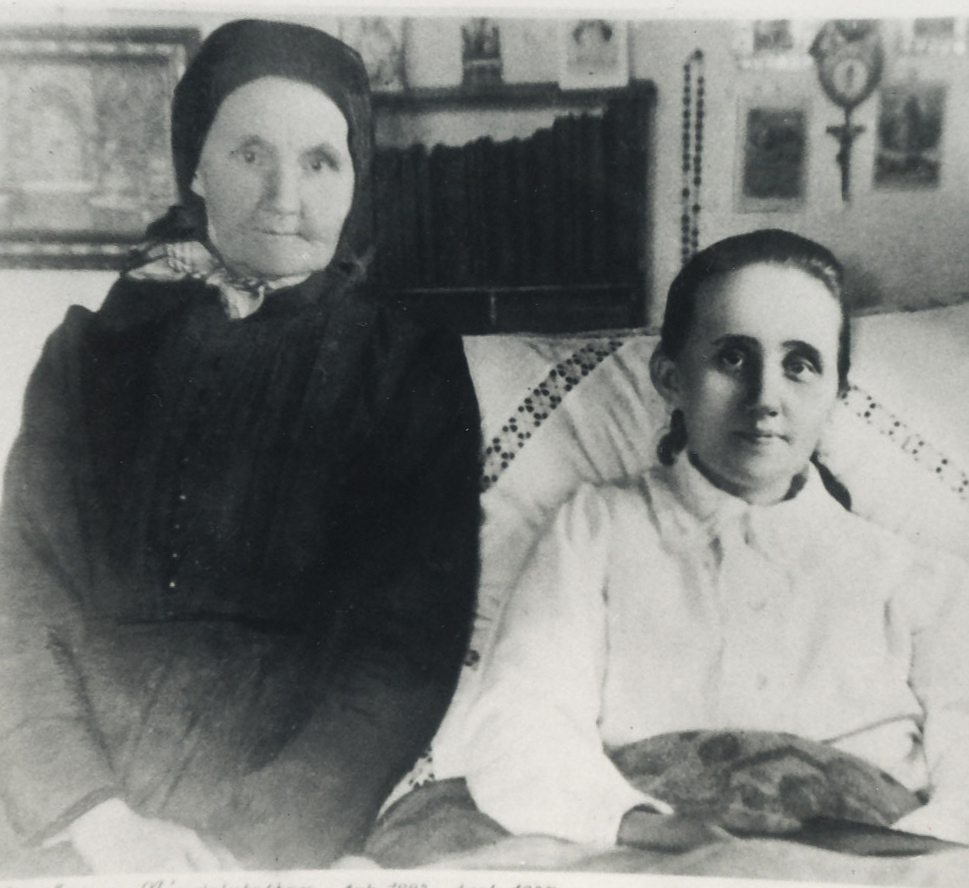
Anna et sa mère vers 1905.

De son lit qu'elle ne quitte qu'avec difficulté, elle reçoit tous ceux qui viennent la visiter et leur parle de l'Évangile, et de sa foi en Dieu. Fort aimée des gens de son village, elle réconforte ceux qui souffrent, prie pour tous, accueille les enfants auxquels elle parle de la Vierge Marie et des saints,. Elle est membre du Tiers-Ordre franciscain, et ses hagiographes indiquent qu'elle reçoit les stigmates un 4 octobre (fête de Saint François d'Assise), mais que ceux-ci, à sa demande, restent invisibles.
Parallèlement, elle effectue des travaux de couture, avec une prédilection toute particulière pour les représentations du Sacré-Cœur. Elle disait : « Dans les heures de souffrance et dans les nombreuses nuits sans sommeil, j'ai la plus belle occasion de me placer en esprit devant le tabernacle et d'offrir au Sacré-Cœur de Jésus expiation et réparation. Oh ! comme le temps alors passe vite pour moi ! Cœur-Sacré de Jésus, caché au Saint-Sacrement, je vous remercie pour ma croix et mes souffrances, en union avec les actions de grâces de Marie, la Mère des Douleurs ».
Anna bénéficie de visions célestes, qu'elle relate dans ses écrits: « Oh ! quel bonheur et quel amour sont cachés dans la croix et la souffrance !... Je ne suis pas un quart d'heure sans souffrir, et depuis longtemps je ne sais plus ce que c'est que d'être sans douleur... Souvent, je souffre tant, que je peux à peine dire un mot ; à ces moments, je pense que mon Père des Cieux doit m'aimer particulièrement ». Les habitants de son village se relaient pour la transporter aux Offices de la paroisse, tandis que l'abbé Rieger lui apporte quotidiennement l'Eucharistie,.
Trois ans avant sa mort, Anna doit interrompre ses travaux de couture, et ne peut plus être transportée à l'église pour la Messe. Le 16 mars 1922 elle écrit : « Ma vie s'éteint peu à peu dans la souffrance... l'Éternité se rapproche sans cesse; bientôt, je vivrai de Dieu, qui est la Vie même. Le Ciel n'a pas de prix, et je me réjouis chaque minute de l'appel du Seigneur vers la patrie infiniment belle ».
Après avoir communié une dernière fois, elle meurt paisiblement le 5 octobre 1925 en murmurant : « Seigneur Jésus, je vous aime ». Elle avait 43 ans,.
Elle est enterrée au cimetière de la ville. Plus tard son corps sera transporté à l'église paroissiale de Mindelstetten.

## Béatification et canonisation

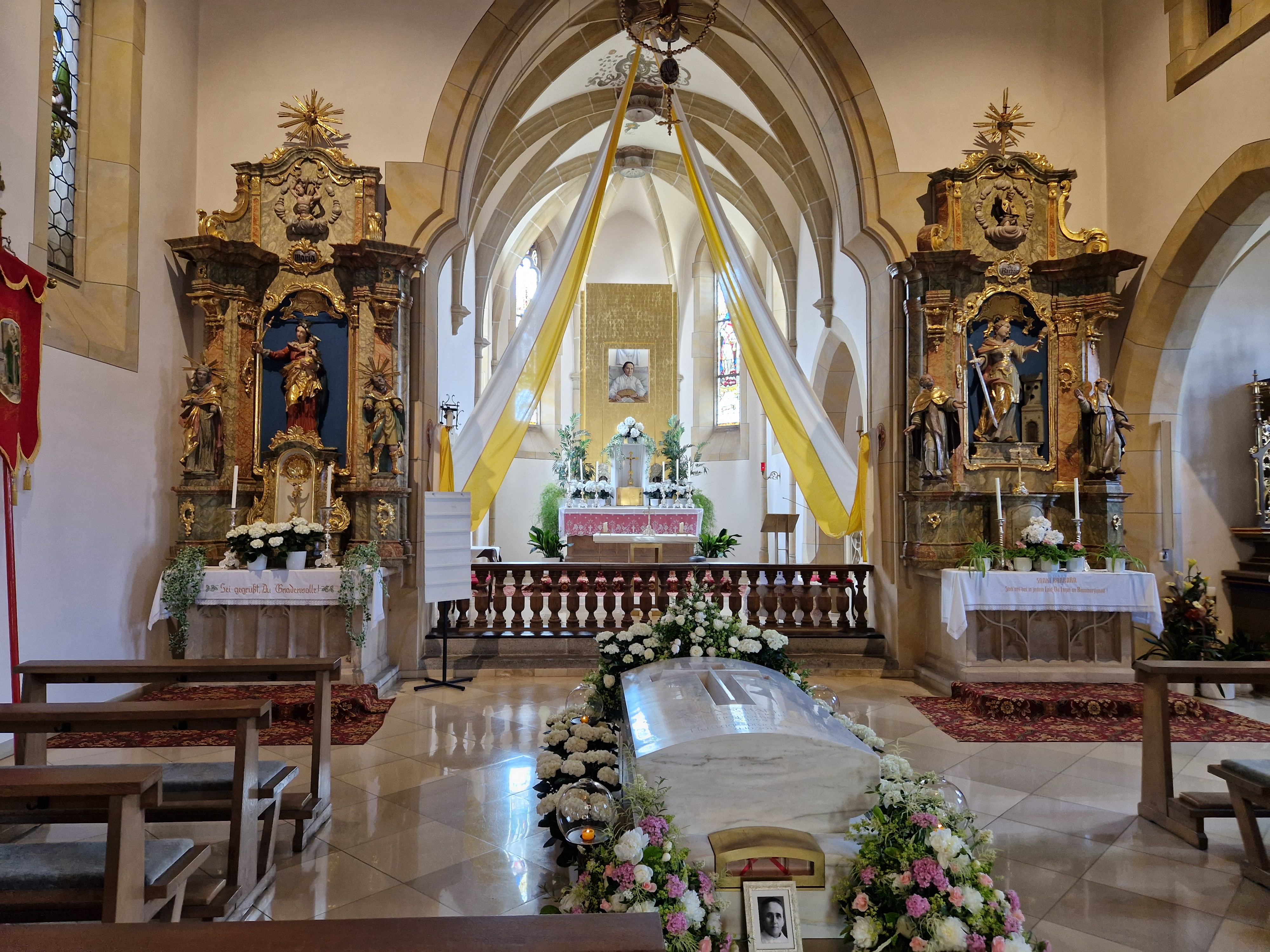
Tombe d'Anna dans l'église de la ville.

Dès après sa mort beaucoup de personnes prirent l'habitude de visiter son tombeau pour implorer son aide. Cette dévotion populaire entraîna l'ouverture du procès de béatification d'Anna Schäffer. En 1998, 551 grâces obtenues par son intercession ont été recensées à la paroisse de Mindelstetten. Depuis 1929, plus de 15 000 grâces attribuées à sa prière ont été signalées.
Lors de sa béatification, le 7 mars 1999, le Pape Jean-Paul II, a dit : « Si nous tournons notre regard vers la bienheureuse Anna Schäffer, nous lisons dans sa vie un vivant commentaire de ce qu'a écrit Saint Paul aux Romains : L'espérance ne déçoit point, parce que l'amour de Dieu est répandu dans nos cœurs par l'Esprit-Saint qui nous a été donné (Rm 5,5). Certes, la lutte pour s'abandonner à la volonté de Dieu ne lui a pas été épargnée. Mais il lui a été donné de comprendre toujours mieux que, justement, la faiblesse et la souffrance sont les pages sur lesquelles Dieu écrit son Évangile... Son lit de malade est devenu le berceau d'un apostolat étendu au monde entier ». Anna Schäffer a été béatifiée en même temps que Vincent Soler, Manuel Martin Sierra et Nicolas Barré.
Elle est enfin canonisée le 21 octobre 2012 par le pape Benoît XVI sur la place Saint-Pierre, avec Pierre Calungsod, Kateri Tekakwitha, Jacques Berthieu, Marianne Cope, Carmen Sallés y Barangueras et Jean Baptiste Piamarta,,.
Considérée comme sainte pour l'Église catholique, sa mémoire liturgique est célébrée le 5 octobre.

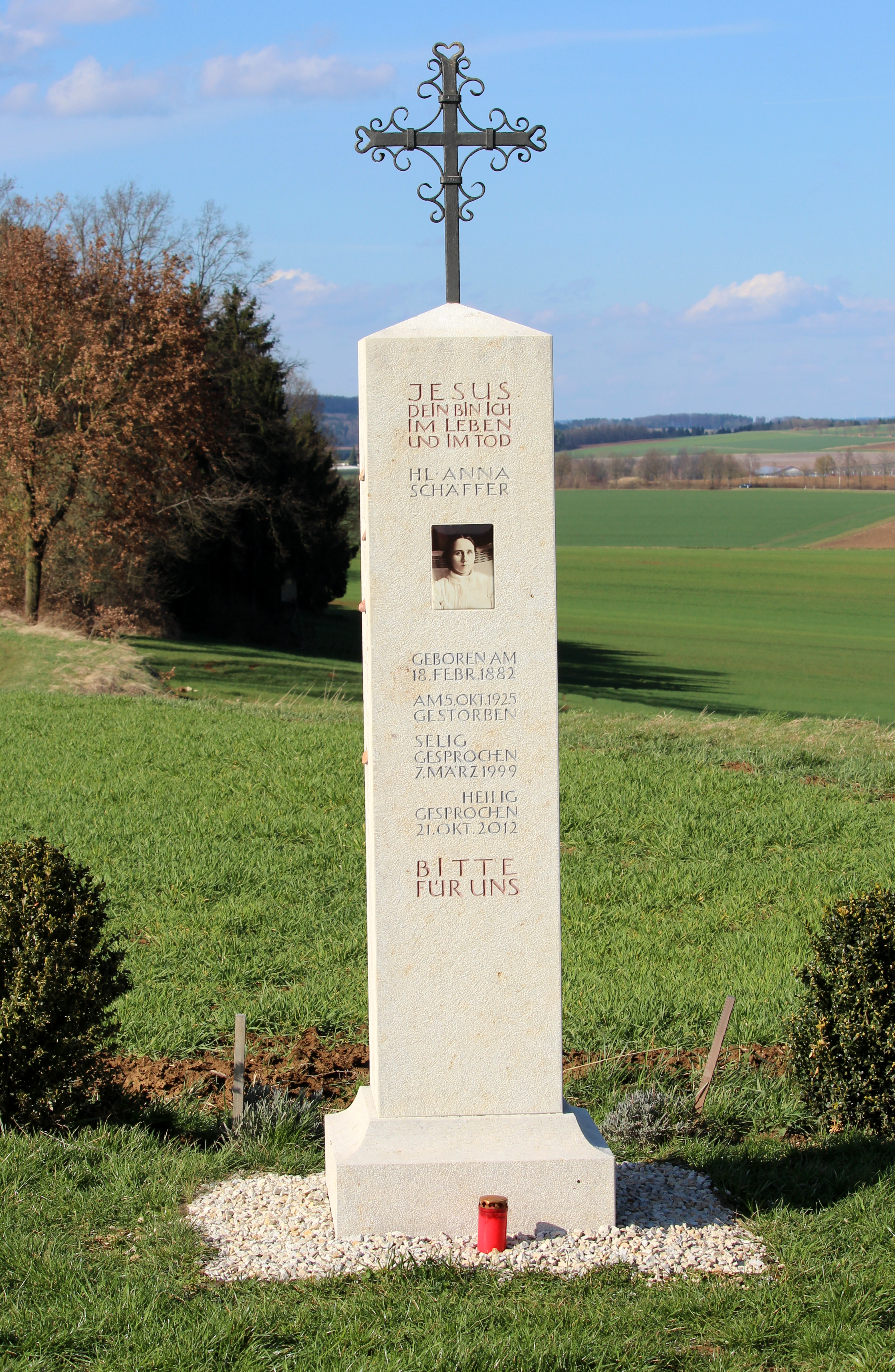
Mémorial d'Anna Schäffer à Mindelstetten.
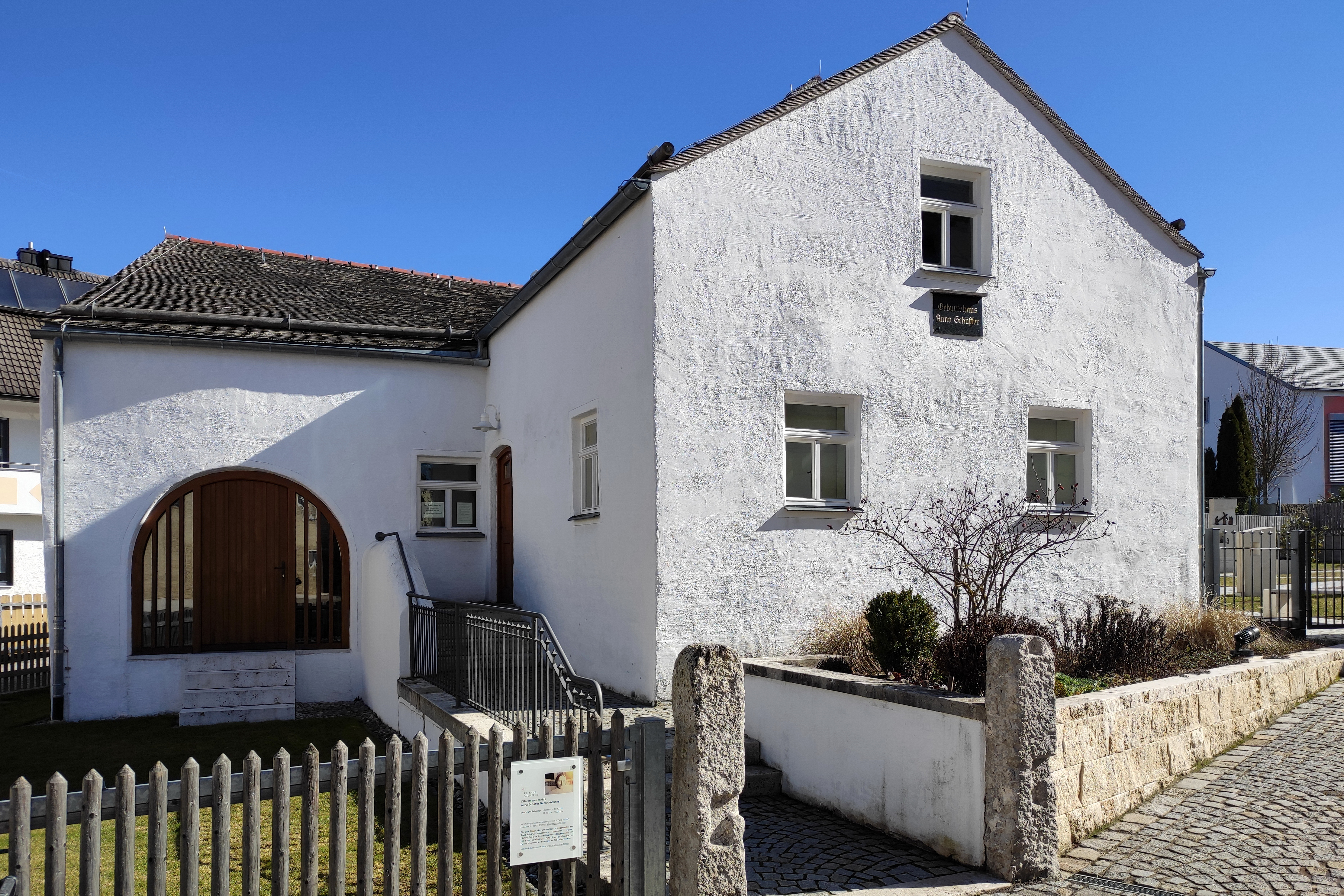
Maison natale d'Anna Schäffer